# Die Dame mit den Sonnenblumen
Die Dame mit den Sonnenblumen ist ein österreichisches Stummfilmdrama aus dem Jahr 1920 von Michael Kertesz nach der Romanvorlage von Ivo Voinovich.

## Handlung
Eine junge Modistin (Hutmacherin) hat sich in den schmucken Marineoffizier Vitale Malipiero verliebt. Um ihren Bräutigam Georg Alvid loszuwerden, ersticht sie diesen. Dann sperrt sie Vitale im Zimmer mit dem Toten ein, ohne dass dieser ihn sofort entdeckt. Erst später findet Vitale Georgs Leiche unter einem Diwan versteckt, mit einer Sonnenblume in der Hand. Entsetzt entflieht Vitale dieser Schreckenswohnung durch das Fenster und kehrt augenblicklich auf sein im Hafen vor Anker liegendes Schiff zurück.
Wenig später sucht sich die Mörderin einen neuen Mann, den sie in dem Grafen Jekaterinsky findet. Beide heiraten, doch die junge Gattin kann vom Töten nicht lassen und bringt auch diesen Mann um. Diesmal wählt sie den Giftbecher. Im Sterben liegend, nimmt dieser die Schuld für ihre Untat auf sich. Die frühzeitig verwitwete Gräfin Jekaterinsky zieht es magisch zurück zu ihrer Liebe Vitale, der sie jedoch diesmal mit Abscheu zurückweist. Von dieser Zurückweisung zutiefst getroffen, sucht die einstige Modistin den Tod in den Meeresfluten.

## Produktionsnotizen
Die Dame mit den Sonnenblumen wurde am 15. Oktober 1920 in Wien uraufgeführt. Der fünfaktige Film besaß eine Länge von etwa 2300 Metern Länge und wurde mit Schulverbot (= Jugendverbot) belegt.
Der spätere serbisch-ungarische Leinwandstar Iván Petrovich nannte sich zu diesem Zeitpunkt noch Svetozar Petrov.

## Kritik
In Paimann’s Filmlisten ist zu lesen: „Stoff phantastisch. Spiel, Photos und Szenerie ausgezeichnet.“